# Nicolás Calvo
Nicolás Antonio Calvo (Buenos Aires, junio de 1817 - París, 1893) fue un jurista, político, diplomático y periodista argentino, que se destacó como líder del partido federal en el Estado de Buenos Aires –durante la década de 1850– y partidario de la reunificación de este con la Confederación Argentina.

## Biografía
Era el hermano mayor del diplomático Carlos Calvo. En su juventud fue comerciante como socio menor de su padre, heredando sus negocios en Buenos Aires. Vivió varios años en Francia.
En 1854 fue nombrado cónsul en el puerto de Le Havre (Francia) simultáneamente por el gobierno de la Confederación Argentina y el Estado de Buenos Aires, rebelado contra aquella.
Al año siguiente fue elegido senador provincial por el Partido Federal, que hasta entonces estaba dirigido por el general Tomás Guido, y regresó a Buenos Aires para asumir su cargo. Se destacó como un orador notable y se puso al frente de su partido. Hizo todo lo que pudo para lograr la unión de la provincia al resto del país, incluyendo la propuesta de federalización de la ciudad. En las elecciones en que participó, generalmente le tocó enfrentar la presión –que llegaba a actos terroristas– del partido adversario. Los oficialistas llamaron a su partido "chupandino", por las fiestas políticas con abundante asado y vino que organizaba. Por su parte, Calvo llamó al partido oficialista "pandillero", tanto por la escasez de sus adherentes, como porque se apoyaban en la acción de pandillas.
Al frente de su diario La Reforma Pacífica, dio toda clase de argumentos en favor de la unión nacional, pero nunca logró su cometido. El editor del diario oficialista La Tribuna, Juan Carlos Gómez, lo atacó continuamente, llegando a exigir el cierre de La Reforma Pacífica.
Poco antes de la ruptura que desembocaría en la batalla de Cepeda fue veladamente amenazado de muerte, por lo que se exilió en Corrientes, donde trabajó en el periodismo.
En 1860 fue elegido senador nacional por la provincia de Corrientes, y apoyó la política del presidente Santiago Derqui. Pero los varios cambios de alianzas del presidente lo disgustaron con este, de modo que a mediados del año siguiente se instaló en Montevideo.
Cuando estalló la guerra civil en el Uruguay en 1863, hizo un viaje a Europa, instalándose definitivamente en Londres al año siguiente. Desde allí hizo varios viajes a los Estados Unidos.
En 1864 publicó sus Comentarios sobre la Constitución federal de los Estados Unidos, su primera obra teórica. También envió varias cartas a los diarios de Montevideo, que fueron publicadas más tarde en un volumen. Colaboró con su hermano Carlos en varias misiones en Europa.
Regresó a Buenos Aires en 1880, como presidente de la comisión para la repatriación de los restos del general José de San Martín. Fue elegido diputado nacional, cargo que ejerció hasta 1888. Durante ese período publicó una obra en dos tomos, sobre los fallos de los tribunales federales de los Estados Unidos, comparados con las decisiones de los tribunales argentinos.
En 1893, el presidente Luis Sáenz Peña lo nombró representante de su país en la conciliación que se llevaba a cabo en París, para deslindar los límites con el Brasil en la provincia de Misiones. Pero, apenas presentadas las credenciales, falleció en París en agosto de ese año. Su cuerpo fue repatriado a la Argentina y sepultado en el Cementerio de la Recoleta en el mausoleo familiar.